# (1482) Sebastiana
(1482) Sebastiana ist ein Asteroid des Hauptgürtels, der am 20. Februar 1938 vom deutschen Astronomen Karl Wilhelm Reinmuth in Heidelberg entdeckt wurde.
Der Asteroid ist dem deutschen Mathematiker Sebastian Finsterwalder gewidmet.